# Colbitz
Colbitz település Németországban, azon belül Szász-Anhalt tartományban. Lakosainak száma 3260 fő (2023. december 31.). Colbitz Wolmirstedt és Burgstall községekkel határos.

## Népesség
A település népességének változása:
| Lakosok száma | 3302 | 3279 | 3257 | 3219 | 3260 | 3260 |
|               | 2010 | 2017 | 2019 | 2021 | 2022 | 2023 |